# Hygrohypnum norvegicum
Hygrohypnum norvegicum là một loài Rêu trong họ Amblystegiaceae. Loài này được (Schimp.) J.J. Amann mô tả khoa học đầu tiên năm 1918.